# 게스
게스(영어: Guess)는 미국의 의류 회사이자 관련 브랜드이다. 의류를 비롯한 향수, 시계, 보석과 같은 장신구도 만들고 있다.

## 역사
형제인 폴과 모리스 마리스아노는 1981년 로스앤젤레스 비벌리힐스에 상당한 규모의 첫 매장을 개장했다. 곧 광고를 시작했는데, 흑백 광고에서 영감을 얻었고 이후 게스의 상징이 되었다. 이러한 광고는 수 많은 클리오광고제에서 상을 받았다.